# A Primeira Dama (telenovela)
Primeira dama (em inglês:The First Lady), é uma telenovela colombiana, produzida e transmitida por Caracol Televisión, protagonizada por Carina Cruz, Christian Meier e Javier Jattin,  com a participação especial de Kathy Sáenz, Jacqueline Arenal e Caleb Casas. É uma adaptação da telenovela chilena (Primera Dama), criada em 2010 e transmitida pelo Canal 13.

## Sinopse
A telenovela narra a  história de Paloma (Virginia Gonzalez), uma joven do interior que possui fortes ambições, disputando em convertendo-se a ser a primeira dama de seu país. Por causa do amor que sente por Mariano (Javier Jattin), um atraente e diretor de teatro, o dificulta em conseguir o que sempre sonhou.

## Produção
A produção da telenovela começou em alta difinição (HD) para o mercado internacional, com um nível de desenho de arte baseado no mundo da política. A direção ocorreu por conta de Andrés Marroquín e Germán Porras, com um grupo de 120 personagens.  

## Elenco
- Virginia Gonzalez, como Paloma Zamudio de Santander
- Javier Jattin, como Mariano Zamora
- Christian Meier, como Leonardo Santander
- Kathy Sáenz, como Ana Milena San Juan
- Paula Barreto, como Luciana "Lucy" Cuadra
- Jacqueline Arenal, como Estrella Soto
- Javier Delgiudice, como Marcos Cruz
- María Luisa Flórez, como Paula Méndez
- Juan David Agudelo, como Diego Santander San Juan
- Natalia Jerez, como Cristina Santander San Juan
- Caleb Casas, como Aníbal Urrutia
- Greeicy Rendón, como Daniela Astudillo
- Emerson Rodríguez, como Amaury Bello
- Jairo Camargo, como Adolfo Fernández
- Alejandra Ávila, como Sandra Burr
- Mijail Mulkay, como Federico "Fede" Astudillo
- José Luis García, como Ángel Astudillo
- Martina García